# Pierre Audi
Pierre Audi (Beiroet, 9 november 1957 – Beijing, 2 mei 2025) was een Frans-Libanees opera- en theaterregisseur. Audi was in Nederland vooral bekend als artistiek leider en directeur van De Nederlandse Opera (1988-2018) en artistiek directeur van het Holland Festival (2005-2014).

## Levensloop
Pierre Audi werd op 9 november 1957 geboren als zoon van de Libanese bankier Raymond Audi en Andrée Michel Fattal. Hoewel zijn familie oorspronkelijk afkomstig was uit Sidon, groeide hij op in Beiroet, waar hij een Franstalig lyceum bezocht. Als scholier organiseerde hij bijeenkomsten rondom bekende filmregisseurs, waarbij onder anderen Pier Paolo Pasolini en Jacques Tati uitgenodigd werden. Later verhuisde zijn familie naar Parijs waar Pierre het Collège Stanislas de Paris bezocht, een van de meest prestigieuze privéscholen van Frankrijk.
Op zijn 17e verhuisde hij naar Engeland, waar hij geschiedenis studeerde aan het Exeter College van de Universiteit van Oxford. In november 1977, tijdens zijn laatste jaar in Oxford, regisseerde hij bij de Oxford University Dramatic Society het toneelstuk Timon of Athens van Shakespeare.
Op 2 mei 2025 overleed Audi op 67-jarige leeftijd aan een hartaanval in de Chinese hoofdstad Beijing, waar hij werkte aan een productie.

## Loopbaan
In 1979 richtte hij in de Londense wijk Islington het Almeida Theatre op. Daar regisseerde hij diverse theater- en operaproducties. Audi zou bijna tien jaar leiding geven aan het Almeida Theater en nodigde er verschillende gastregisseurs uit, onder wie Robert Wilson, Robert Lepage, Deborah Warner en Simon McBurney, theatermakers die hij later bij herhaling naar Nederland zou halen. Ook initieerde hij in 1981 in Islington het Almeida Festival (met hedendaagse muziek, dans en theater).

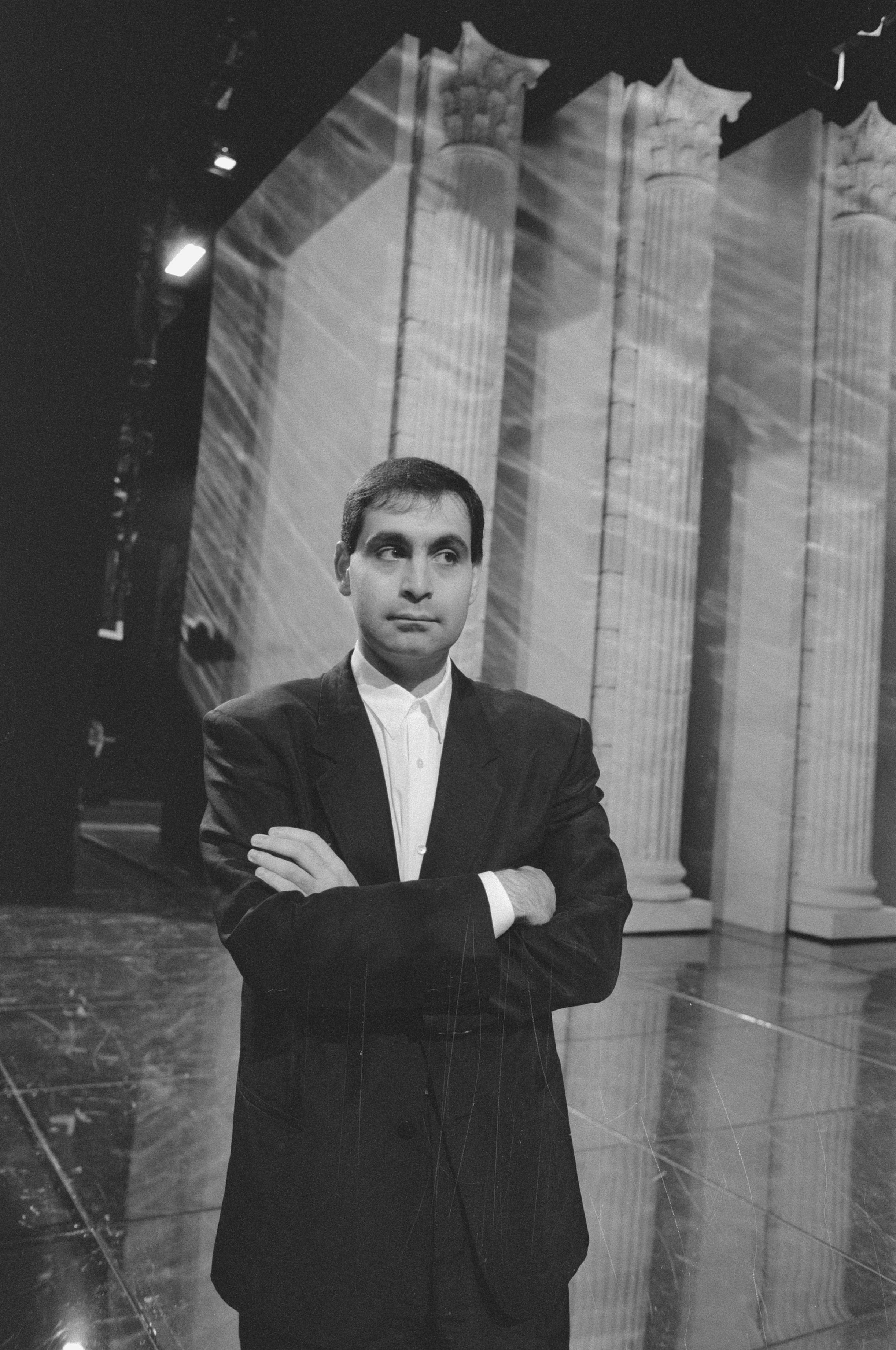
Audi in 1988 aan het begin van zijn Amsterdamse periode

In 1988 werd Pierre Audi artistiek directeur van De Nederlandse Opera (DNO) in Amsterdam. Daar vestigde hij zijn reputatie met onder meer een Monteverdi-cyclus, een Mozart-cyclus, Wagners Ring en een aantal andere Wagner-opera's. In de Stadsschouwburg Amsterdam bracht hij enkele zeer succesvolle Händel-opera's. Op 13 april 1992 ging in het Muziektheater in Amsterdam de in opdracht gecomponeerde opera Life with an Idiot van Alfred Schnittke in première. Audi werkte tevens mee aan de premières van een aantal Nederlandse opera's: Rosa – A Horse Drama en Writing to Vermeer van Louis Andriessen, Gassir van Theo Loevendie, Noach en Hier van Guus Janssen en RAAFF van Robin de Raaff. Verder regisseerde hij onder andere Les Troyens van Hector Berlioz, La Juive van Fromental Halévy, Saint François d´Assise van Olivier Messiaen, Tea van Tan Dun en Rêves de Marco Polo van Claude Vivier. Audi werkte bij een aantal DNO-producties samen met beeldende kunstenaars, onder anderen met Karel Appel, Jannis Kounellis, Georg Baselitz en Anish Kapoor.
Ook buiten Nederland realiseerde Pierre Audi diverse operaproducties, onder andere bij de Bayerische Staatsoper in München, bij het Théâtre des Champs-Élysées in Parijs, in Suntory Hall in Tokio, bij de Dresdner Musikfestspiele en in het Drottningholm Slottsteater (bij Stockholm). De in dit laatste theater in 2003 met veel succes opgevoerde opera's Alcina en Tamerlano van Georg Friedrich Händel, werden in 2005 en 2015 in Amsterdam in reprise genomen, waarbij het interieur van het historische Drottningholmtheater op het podium van de Stadsschouwburg was nagebouwd.
Naast zijn operaregies regisseerde Audi in Nederland diverse theatervoorstellingen: bij Toneelgroep Amsterdam de voorstellingen Timon van Athene, Oidipous en Naar Damascus; bij Het Zuidelijk Toneel Maat voor Maat en Bérénice.
In 2005 volgde Pierre Audi Ivo van Hove op als artistiek directeur van het Holland Festival. Als festivaldirecteur stelde hij gevarieerde programma's samen, waarin alle disciplines aan bod kwamen en experimenten niet uit de weg gegaan werden. Hoogtepunten waren onder andere de uitvoering van Pli selon pli van Pierre Boulez, gedirigeerd door de 82-jarige componist zelf (2007), de voorstelling Happy Days van Fiona Shaw en Deborah Warner (2008), de voorstellingen Eine Kirche der Angst en Mea Culpa van Christoph Schlingensief (2009, 2011), de concerten van Antony and the Johnsons (2009, 2012), de voorstellingen Stifters Dinge, I went to the house but did not enter en When the mountain changed its clothing van Heiner Goebbels (2009, 2010, 2013), het eerbetoon aan de Egyptische zangeres Umm Kulthum door Amal Maher (2010), de opera A Dog's Heart en de voorstelling  The Master and Margarita van Simon McBurney (2010, 2012) en The Life and Death of Marina Abramovic met Marina Abramovic en William Dafoe (2012). Bijzonder waren ook de muzikale highlights in elk festival, zoals György Kurtág (2006), Edgard Varèse (2009), Iannis Xenakis (2011) en Luigi Nono (2014). Na het festival van 2014 trad Audi terug als directeur, hoewel hij ook daarna voor het festival bleef regisseren.
In september 2018 beëindigde Pierre Audi zijn samenwerking met De Nederlandse Opera. Vanaf 2019 was hij directeur van het Festival van Aix.

## Onderscheidingen
Pierre Audi ontving in Nederland diverse prijzen, waaronder de Prijs van de Kritiek (1996), de Prins Bernhard Cultuurfonds Theaterprijs (2001) en de Johannes Vermeerprijs (2009). In 2000 werd hij benoemd tot Ridder in de Orde van de Nederlandse Leeuw en in 2014 ontving Audi de Zilveren Medaille van de stad Amsterdam.  Sinds 2015 is Pierre Audi lid van de Akademie van Kunsten.
In het buitenland werd Audi onder meer geëerd met de Leslie Boosey Award, de eremedaille Drottningholm en het ereteken Ridder in het Legioen van Eer.